# Steve Smith (football américain, 1985)
Pour les articles homonymes, voir Smith et Steve Smith.
(en) Statistiques sur pro-football-reference
Steven Smith, né le 6 mai 1985 à Anchorage, Alaska, est un joueur américain de football américain. Il joue wide receiver en National Football League (NFL).